# Queensboro FC
Il Queensboro FC, anche noto semplicemente come Queensboro, è stata una società calcistica statunitense con sede nella città di New York, nel quartiere di Queens. 
Fondata nel 2019, avrebbe dovuto debuttare nella USL Championship, secondo livello del calcio americano, nel 2021. Il debutto del club è stato spostato al 2022 a causa della pandemia di Covid-19 e successivamente nel 2023. A fine 2022 il club è stato rimosso dal sito della United Soccer League e nella stagione 2023 non è stato incluso tra le squadre partecipanti alla USL Championship. Avrebbe dovuto disputare le proprie partite casalinghe presso lo York College Stadium, impianto da 7 500 posti.. La sezione femminile ha disputato la stagione 2022 della USL W League per poi non iscriversi alla stagione 2023.